# Club Baloncesto Málaga 2001-2002
Questa voce raccoglie le informazioni riguardanti il Club Baloncesto Málaga nelle competizioni ufficiali della stagione 2001-2002.

## Stagione
La stagione 2001-2002 del Club Baloncesto Málaga è la 10ª nel massimo campionato spagnolo di pallacanestro, la Liga ACB.

## Roster
Aggiornato al 26 dicembre 2024.
| Unicaja Málaga 2001-02 | Unicaja Málaga 2001-02 |
| Giocatori              | Staff tecnico          |
| ---------------------- | ---------------------- |

| N. | Naz.                                       | Ruolo | Nome                | Anno | Alt.   | Peso   |  |
| -- | ------------------------------------------ | ----- | ------------------- | ---- | ------ | ------ |  |
| 4  | Spagna (bandiera)                          | G     | Jon Cortaberría     | 1982 | 199 cm | 93 kg  |  |
| 5  | Spagna (bandiera)                          | GA    | Berni Rodríguez (C) | 1980 | 197 cm | 90 kg  |  |
| 6  | Croazia (bandiera)                         | AP    | Veljko Mršić        | 1971 | 203 cm | 100 kg |  |
| 6  | Stati Uniti (bandiera)                     | G     | Louis Bullock       | 1976 | 185 cm | 80 kg  |  |
| 7  | Regno Unito (bandiera)                     | AC    | Darren Phillip      | 1978 | 201 cm | 106 kg |  |
| 8  | Stati Uniti (bandiera)                     | AG    | Danya Abrams        | 1974 | 201 cm | 111 kg |  |
| 9  | Spagna (bandiera)                          | G     | Paco Vázquez        | 1974 | 190 cm | 88 kg  |  |
| 10 | Spagna (bandiera)                          | P     | Carlos Cabezas      | 1982 | 186 cm | 86 kg  |  |
| 11 | Jugoslavia (bandiera) · Grecia (bandiera)  | A     | Milan Gurović       | 1975 | 206 cm | 95 kg  |  |
| 12 | Stati Uniti (bandiera) · Spagna (bandiera) | C     | Chuck Kornegay      | 1974 | 205 cm | 116 kg |  |
| 13 | Francia (bandiera)                         | C     | Frédéric Weis       | 1977 | 218 cm | 117 kg |  |
| 14 | Francia (bandiera)                         | P     | Moustapha Sonko     | 1972 | 192 cm | 92 kg  |  |
| 15 | Slovacchia (bandiera) · Italia (bandiera)  | C     | Richard Petruška    | 1969 | 208 cm | 118 kg |  |
| 15 | Stati Uniti (bandiera)                     | AC    | Mario Bennett       | 1973 | 206 cm | 107 kg |  |
| 15 | Spagna (bandiera)                          | C     | Fran Vázquez        | 1983 | 209 cm | 105 kg |  |

| Allenatore                                                                        |
| - Božidar Maljković                                                               |
| Assistente/i                                                                      |
| - Paco Alonso - Kosta Jankov Legenda - (C) Capitano - (IN) Inattivo - Infortunato |

## Mercato

### Sessione estiva
| Acquisti | Acquisti       | Acquisti      | Acquisti      | Acquisti |
| R.a      | Nome           | da            | Modalità      |          |
| -------- | -------------- | ------------- | ------------- | -------- |
| A        | Milan Gurović  | Pall. Trieste | definitivo    |          |
| C        | Germán Gabriel | Ourense       | fine prestito |          |
| C        | Chuck Kornegay | Siviglia      | definitivo    |          |

| Cessioni | Cessioni         | Cessioni         | Cessioni       | Cessioni |
| R.       | Nome             | a                | Modalità       |          |
| -------- | ---------------- | ---------------- | -------------- | -------- |
| P        | Jean-Marc Jaumin | Apollon Patrasso | fine contratto |          |
| G        | Francis Perujo   | Cantabria        | fine contratto |          |
| C        | Germán Gabriel   | Estudiantes      | prestito       |          |
| C        | Kenny Miller     | Gran Canaria     | fine contratto |          |

### Dopo l'inizio della stagione
| Acquisti | Acquisti      | Acquisti         | Acquisti        | Acquisti   |
| R.       | Nome          | da               | Data            | Modalità   |
| -------- | ------------- | ---------------- | --------------- | ---------- |
| AC       | Mario Bennett | Sacramento Kings | 4 novembre 2001 | definitivo |
| G        | Louis Bullock | Olimpia Milano   | 9 maggio 2001   | definitivo |

| Cessioni | Cessioni         | Cessioni       | Cessioni        | Cessioni       |
| R.       | Nome             | a              | Data            | Modalità       |
| -------- | ---------------- | -------------- | --------------- | -------------- |
| C        | Richard Petruška | Saski Baskonia | 19 ottobre 2001 | rescissione    |
| AC       | Mario Bennett    | Montpellier    | 5 dicembre 2001 | fine contratto |